# Pasta con i peperoni cruschi
La pasta con i peperoni cruschi (pasta con pimientos crujientes en castellano), es un plato típico de la cocina lucana.

## Descripción
Expresión de la cocina campesina local, se utiliza el peperone crusco como ingrediente principal, un pimiento seco de sabor delicado que se fríe en aceite de oliva para obtener una textura crujiente, al que se le añaden miga de pan duro frita y cacioricotta rallado en escamas. Los tipos de pasta utilizados son principalmente strascinati, frizzuli, y cavatelli. Tradicionalmente, se considera un plato de recuperación, especialmente para evitar el desperdicio de pan viejo.   

## Preparación
La preparación es bastante sencilla, aunque requiere algunas precauciones. Los pimientos se limpian con un paño seco, privados del pecíolo y las semillas para luego freír en aceite bien caliente, aromatizado con un diente de ajo que se retira antes de la cocción. La cocción se realiza en algunos segundos. Una vez sumergidos en el aceite, los pimientos tienden a hincharse y deben ser extraídos inmediatamente para evitar quemaduras que comprometan el sabor, dando un aroma desagradable. Una vez que se dejan enfriar (obteniendo así el típico crujido), y, posteriormente, cortados en trozos, en el mismo aceite se dora la miga desmenuzada. Cuando la pasta está cocida, se mezclan los ingredientes y se condimenta con una parte de pimientos y, opcionalmente, escamas de cacioricotta y perejil.